# Грбови рејона Оренбуршке области
Грбови рејона Оренбуршке области обухвата галерију грбова административних јединица руске области — Оренбуршке области, са статусом градских округа и рејона, те њихове историјске грбове (уколико их има).
Већина грбова настала је након успостављања Руске Федерације и Оренбуршке области, као њеног саставног субјекта.

## Грбови округа и рејона
- A — Грб округа 
 Оренбург
- B — Грб округа 
 Орск
- C — Грб округа 
 Новотроицк
- 1 — Грб рејона 
 Абдулински
- 2 — Грб рејона 
 Адамовски
- 3 — Грб рејона 
 Акбулакски
- 4 — Грб рејона 
 Александровски
- 5 — Грб рејона 
 Асекејевски
- 6 — Грб рејона 
 Бељајевски
- 7 — Грб рејона 
 Бугуруслански
- 8 — Грб рејона 
 Бузулушки
- 9 — Грб рејона 
 Гајски
- 10 — Грб рејона 
 Грачјовски
- 11 — Грб рејона 
 Домбаровски
- 12 — Грб рејона 
 Иљешки
- 13 — Грб рејона 
 Кваркенски
- 14 — Грб рејона 
 Красногвардејски
- 15 — Грб рејона 
 Кувандишки
- 16 — Грб рејона 
 Курманајевски
- 17 — Грб рејона 
 Матвејевски
- 18 — Грб рејона 
 Новоорски
- 19 — Грб рејона 
 Новосергијевски
- 20 — Грб рејона 
 Октобарски
- 21 — Грб рејона 
 Оренбуршки
- 22 — Грб рејона 
 Првомајски
- 23 — Грб рејона 
 Переволошки
- 24 — Грб рејона 
 Пономарјовски
- 25 — Грб рејона 
 Сакмарски
- 26 — Грб рејона 
 Саракташки
- 27 — Грб рејона 
 Свјетлински
- 28 — Грб рејона 
 Сјеверни
- 29 — Грб рејона 
 Сол-Иљешки
- 30 — Грб рејона 
 Сорочински
- 31 — Грб рејона 
 Ташлински
- 32 — Грб рејона 
 Тоцки
- 33 — Грб рејона 
 Тјуљгански
- 34 — Грб рејона 
 Шарлишки
- 35 — Грб рејона 
 Јасњенски